# Schloss Blumau

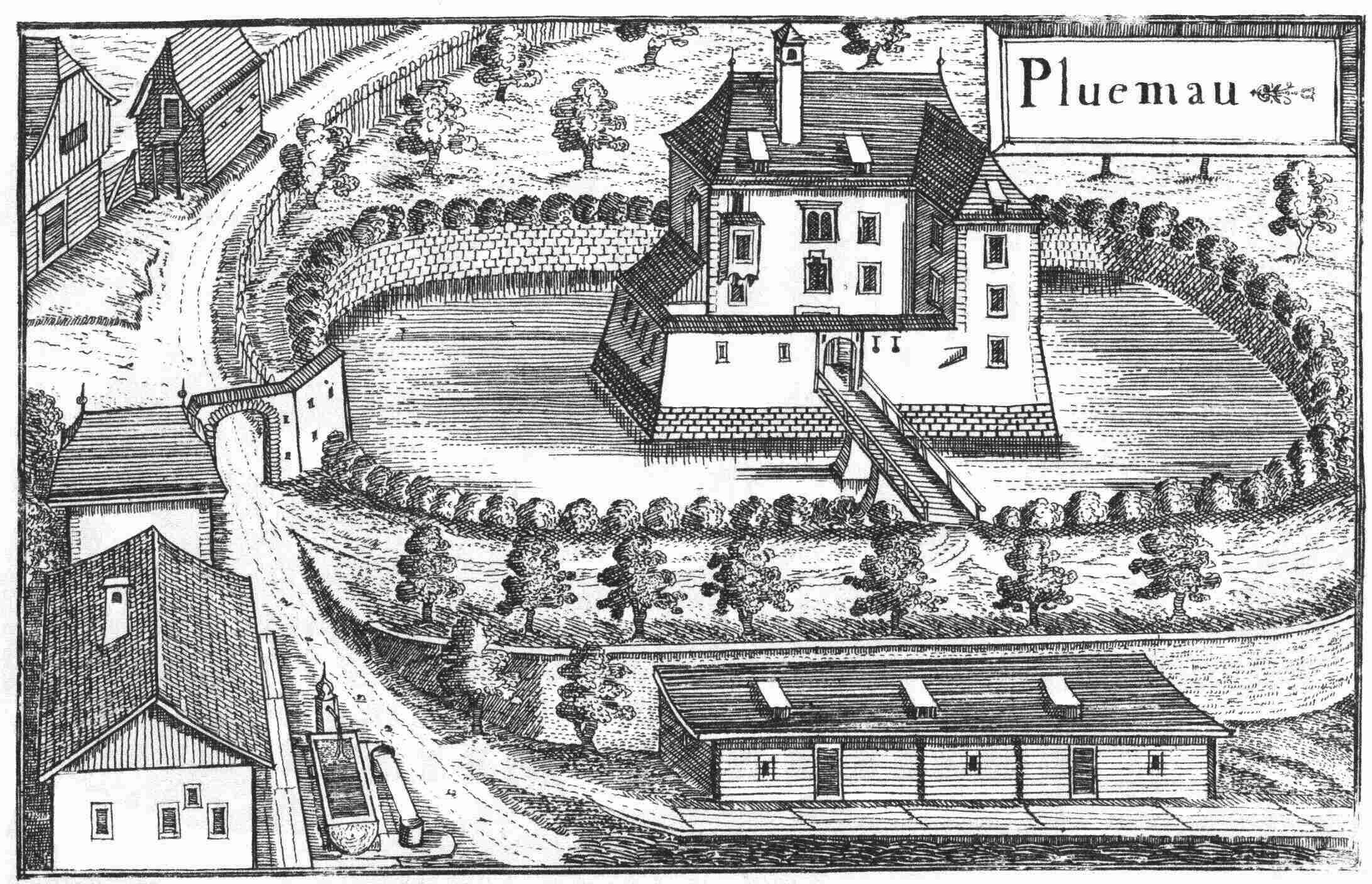
Burg Blumau nach einem Stich von Georg Matthäus Vischer von 1674

Das Schloss Blumau lag im gleichnamigen Ortsteil der Gemeinde Altenfelden im Bezirk Rohrbach von Oberösterreich (etwa 250 m südlich von Altenfelden in der Ortschaft Blumau).

## Geschichte
1344 werden das Wasserschloss und sein Besitzer Heinrich Stadler von Stadlkirchen erstmals genannt. Die Stadler blieben bis 1404 im Besitz von Blumau. Nachfolger wurde 1411 Thomas Rasp und auf diesen folgt Erhart Küffner (Chuffnaig) und dann Simon. Ruland Pabenöder war 1479 im Besitz von Blumau. Vom Ende des 15. bis Mitte des 16. Jahrhunderts war Blumau im Besitz des Bernhard Stadlers († 1559, begraben in Kirchberg bei Thening). Blumau ging nun an die Familie Hohenecker über. Regina von Hoheneck brachte Blumau als Heiratsgut in die Ehe mit Georg Neuhauser ein. Auf diesen folgten die Dorffner: 1602 ist Ursula, die Witwe Friedrich des Dorffners nachgewiesen. 1611 erwarb Karl Freiherr von Jörger Pürnstein und Blumau. Die Jörger vereinigten diese Besitzungen mit Liebenstein. Da die Jörger Protestanten waren, wurde im Zuge der Gegenreformation ihr Besitz beschlagnahmt. Die Herrschaft Pürnstein kam dabei an das Hochstift Passau, welches bereits früher darüber die Lehenshoheit gehabt hatte.
Nach der Säkularisation im Jahre 1803 fiel Blumau an die kaiserliche Hofkammer. Das sich bereits im Verfall befindliche Schloss wurde an einen Bauern verkauft, und zwar an den Besitzer des seit längerem vererbrechteten Meierhofes. Gegenwärtiger Besitzer ist des Bauer Gahleitner.

## Schloss Blumau früher und heute
Wie auf dem Stich des Georg Matthäus Vischer von 1674 zu sehen ist, war Blumau ein dreigeschoßiges, wehrhaftes Wasserschloss, dessen umgebender Graben mit Mauersteinen befestigt war. Zum Schloss führte eine (Zug-)Brücke. Ein kleiner Schlosshof ist erkennbar, ebenso ein Erker auf dem Hauptgebäude und ein doppeltes Bogenfenster. Der Bau ist mit einem Walmdach gedeckt. Außerhalb wird das Schloss durch einen Palisadenzaun geschützt, der von einem Tor abgeschlossen wird. Daneben sind noch Wirtschaftsgebäude zu sehen.
Heute befinden sich auf dem Schlosshügel in Blumau noch ein großer Stadel und ein Wagenschuppen, die vermutlich auf den Mauern des Schlosses aufgebaut worden sind. Daneben in einer Senke ist die Lagestelle der Burg zu vermuten.